# ميرتشا بوبا
ميرتشا بوبا هو لاعب كرة قدم روماني، ولد في 21 يونيو 1962 في بيتروشاني في رومانيا. لعب مع نادي يول بيتروشاني ‏.

## وصلات خارجية
- ميرتشا بوبا على موقع قاعدة بيانات كرة القدم.إي يو (الإنجليزية)
- ميرتشا بوبا على موقع ناشيونال فوتبول تيمز (الإنجليزية)